# Jean de Verceil
Jean de Verceil est un religieux dominicain français du XIIIe siècle, devenu le sixième maître de l'ordre des frères prêcheurs. Il a marqué par sa prudence, sa piété, son enseignement et son dévouement l'histoire de son ordre et de l'Église de son temps.

## Biographie
Jean de Verceil, de Mosso ou de la famille Garbella, est né au diocèse de Verceil au début du XIIIe siècle. Sa vive intelligence le fit envoyer étudier à Paris, où il devint maître en Droit Romain et Droit Canonique. Revenu à Verceil, il rejoignit l'Ordre des prêcheurs sous l'influence de Jourdain de Saxe.
Jean fut formé à la vie régulière à Bologne, auprès du tombeau de Dominique de Guzmán. Il fut successivement institué prieur du couvent de Verceil, puis vicaire de Humbert de Romans en Hongrie, ensuite prieur du couvent de Bologne, enfin provincial de Lombardie, avant d'être élu Maître général de tout l'Ordre en 1254, fonction qu'il exerça pendant près de 20 ans.
Jean de Verceil visitait les couvents de l'Ordre à pied, le bâton à la main. Fidèle aux lois de l'Ordre, il s'abstint totalement de viande et poursuivit ses jeûnes pendant ses voyages. Les papes Innocent IV, Urbain IV, Grégoire X, Jean XX, Nicolas III lui confièrent des missions de réconciliation et de pacification des cœurs. Il assista Clément IV sur son lit de mort. Jean de Verceil protégea la doctrine du frère Thomas d'Aquin.
En mai 1278, il est nommé patriarche latin de Jérusalem par le pape, mais il résigne peu de temps après.
Il mourut le 30 novembre 1283 au couvent de Montpellier. Le pape Pie X confirma le 7 septembre 1908 le culte officiel rendu au Bienheureux Jean, fêté le 1er décembre.